# 应用艺术博物馆 (米兰)
米兰应用艺术博物馆（意大利语：Raccolte d’Arte Applicata di Milano）位于意大利米兰的斯福尔扎城堡，由市政府管理。博物馆分为几个部分，重点是珠宝、象牙、陶器和艺术玻璃。
陶瓷收藏包括中世纪、文艺复兴和巴洛克陶器，17世纪的洛迪和米兰的錫釉彩陶，以及欧洲瓷器和陶器。
艺术玻璃的收藏品包括贡扎加杯, 由透明的玻璃制成，并饰有金色的小花图案，以及贡扎加家族纹章，白色背景上的四边形黑鹰。
在舞厅（Sala Della Balla）的特里武尔齐奥挂毯（Arazzi Trivulzio），十二张挂毯代表十二个不同的月份，设计基于意大利画家布拉曼蒂诺的图纸。

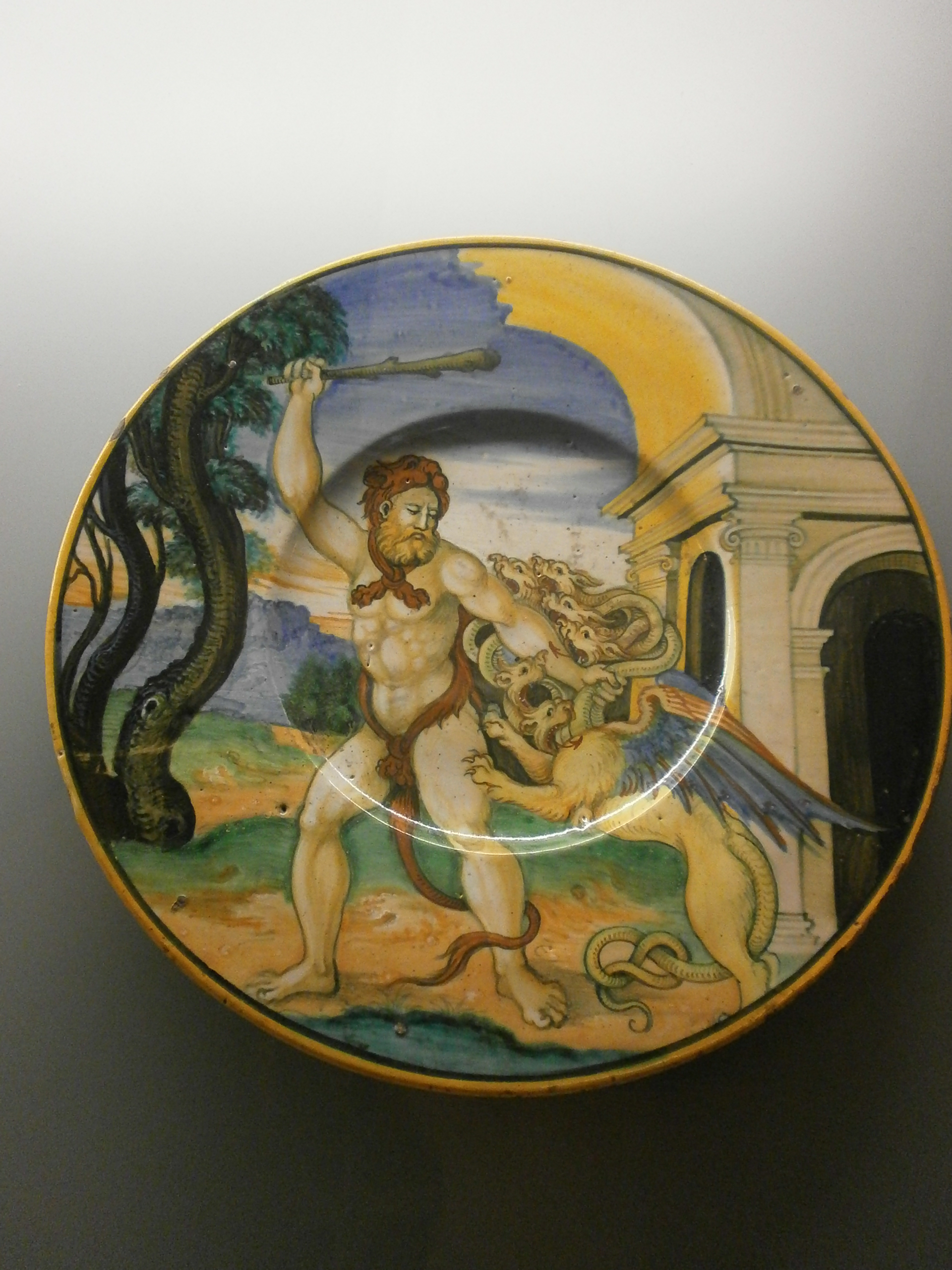
赫丘利与水蛇战斗，尼古拉·达·乌尔比诺，錫釉彩陶, 1525–35, 乌尔比诺
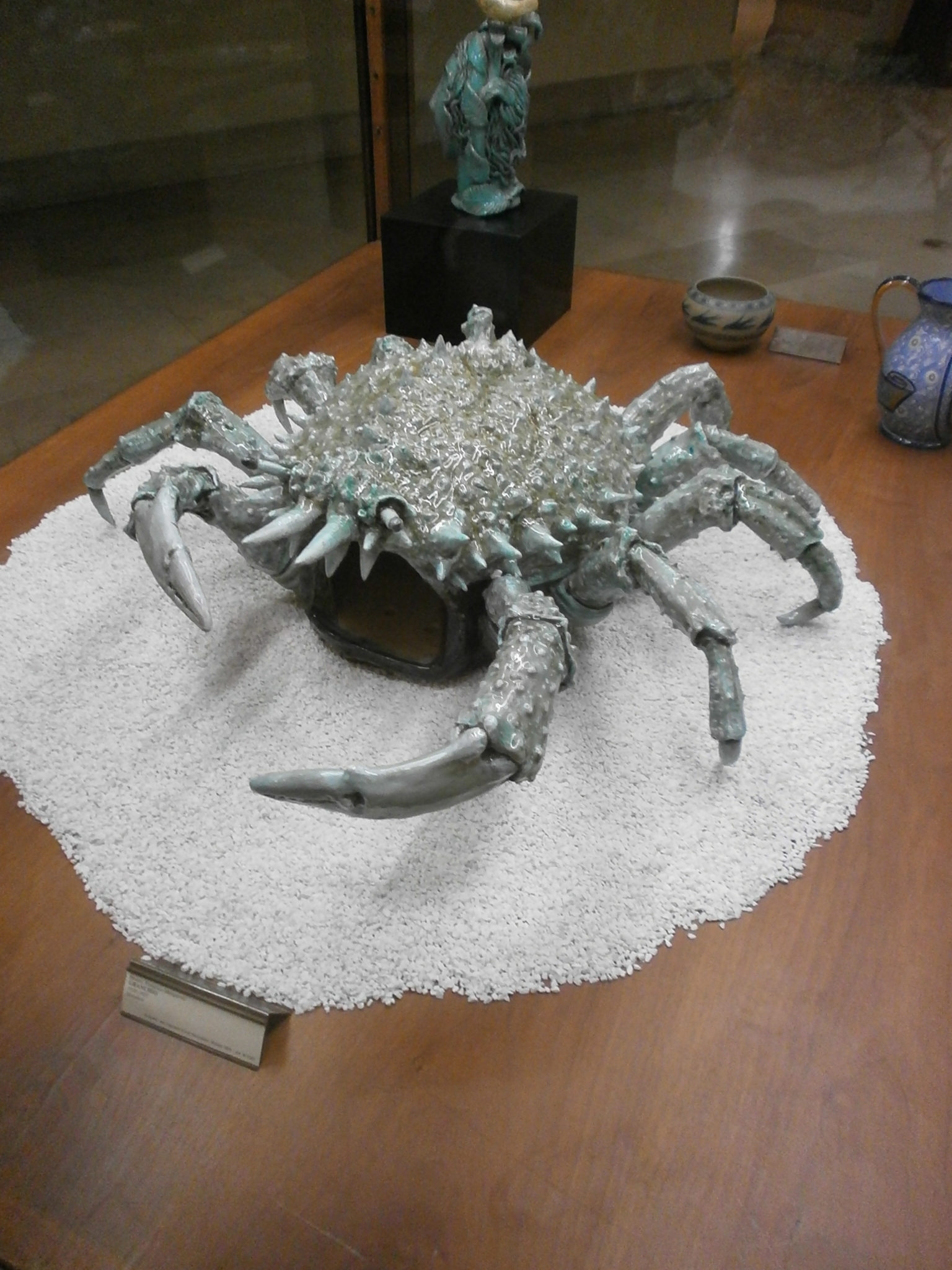
螃蟹，费鲁乔·门加罗尼，錫釉彩陶, 1920–25, 佩萨罗
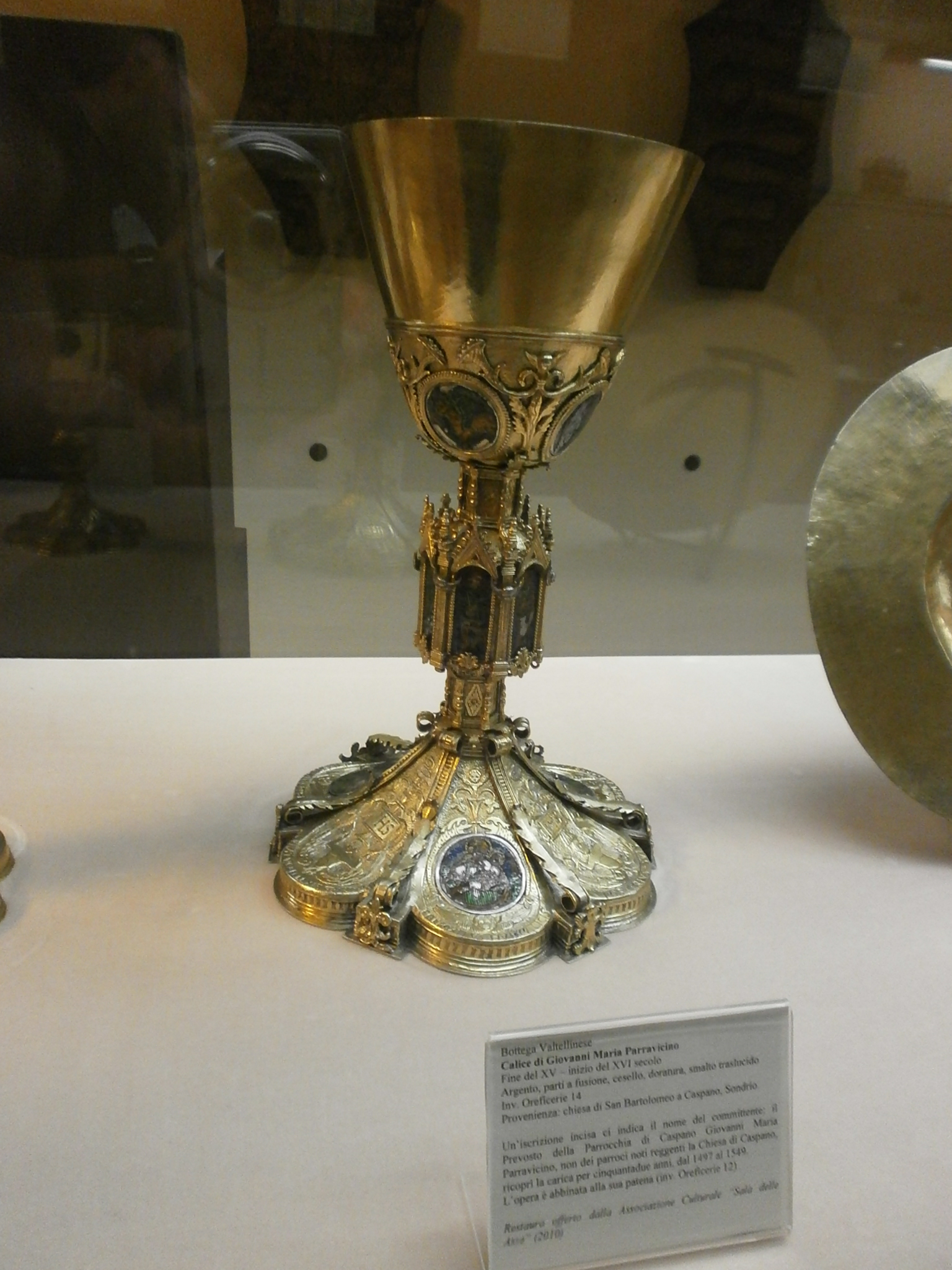
乔瓦尼·玛丽亚·帕拉维奇诺之杯，15至16世纪
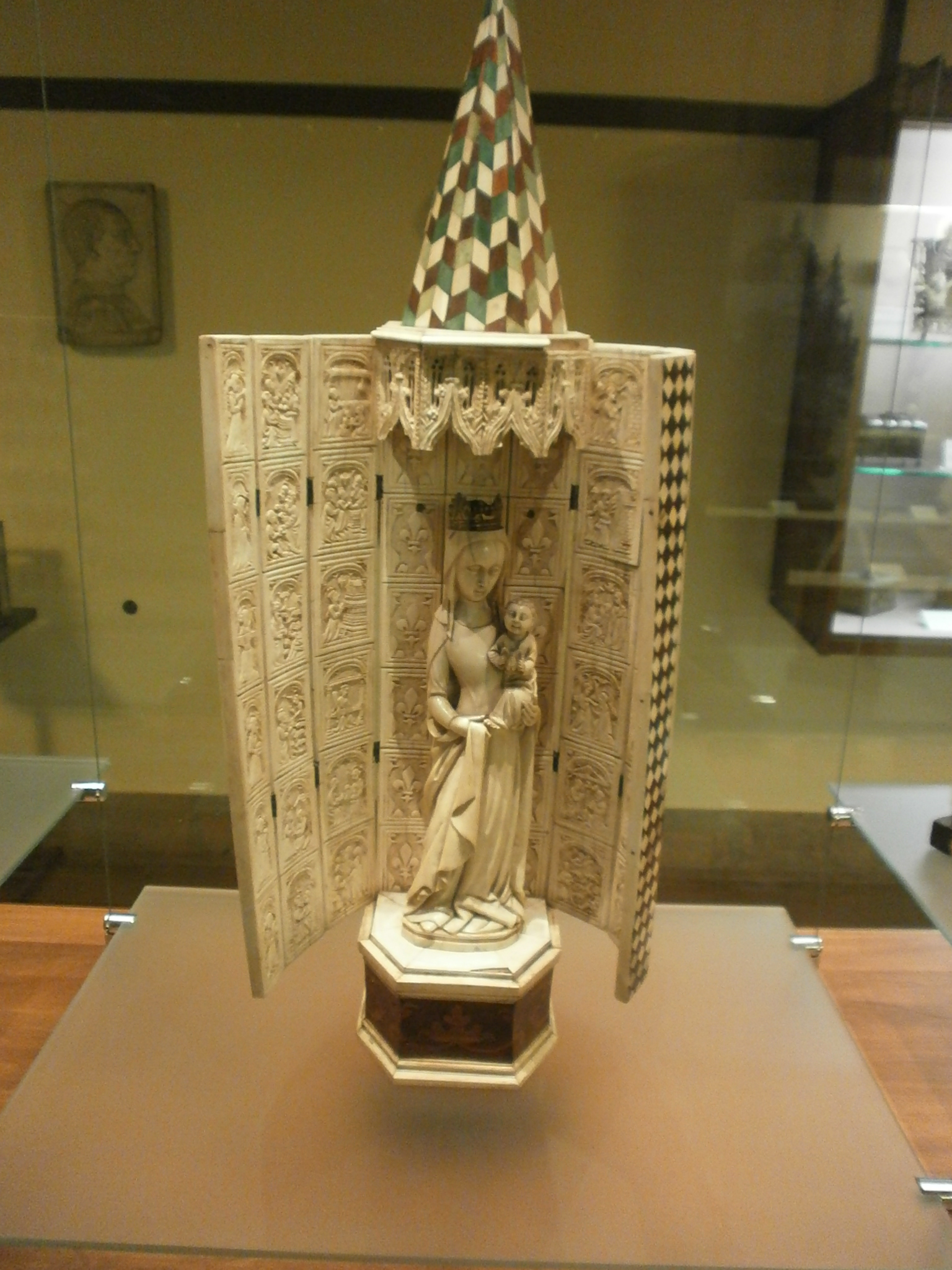
会幕，有圣母和耶稣的故事，十五世纪
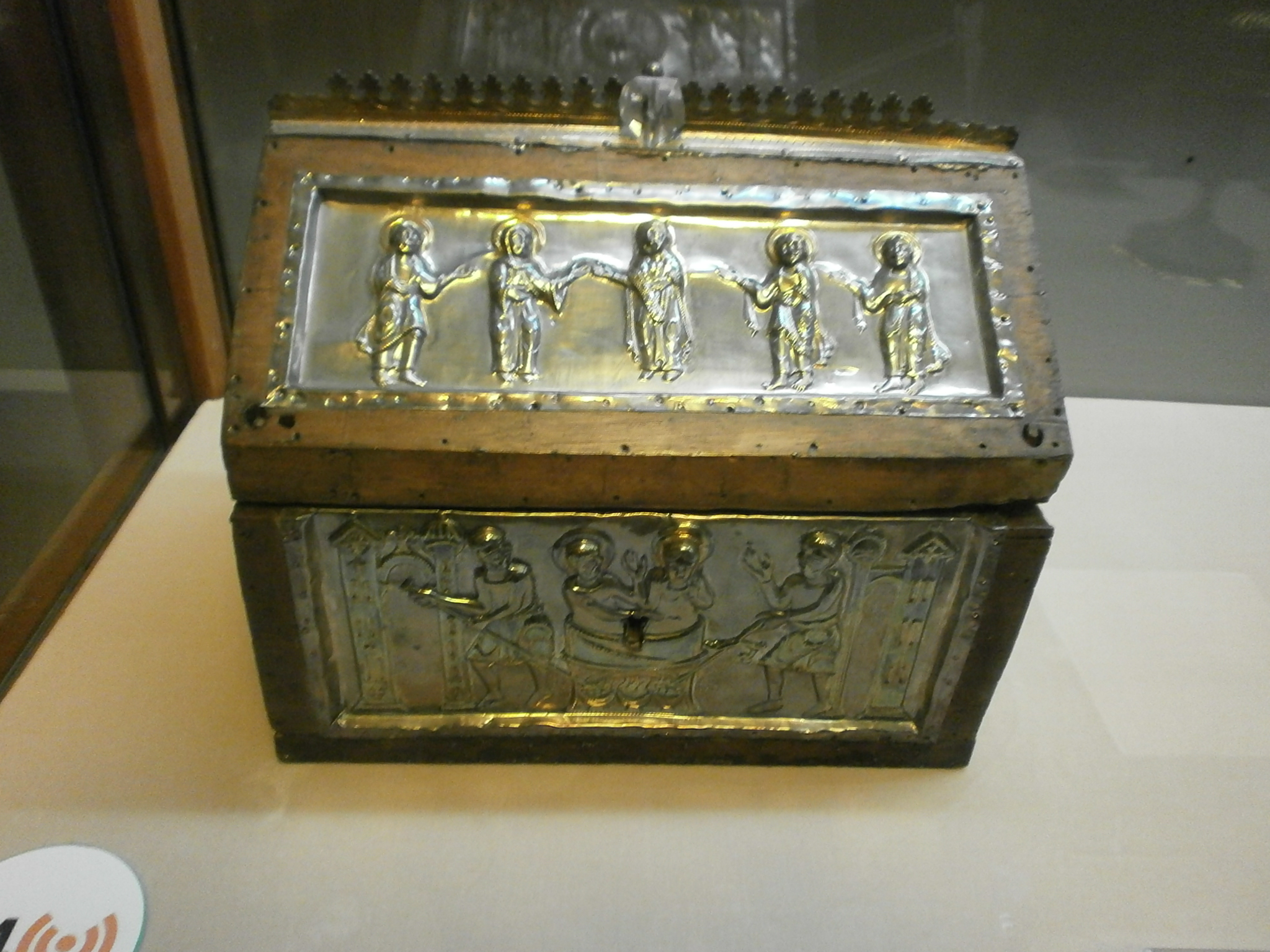
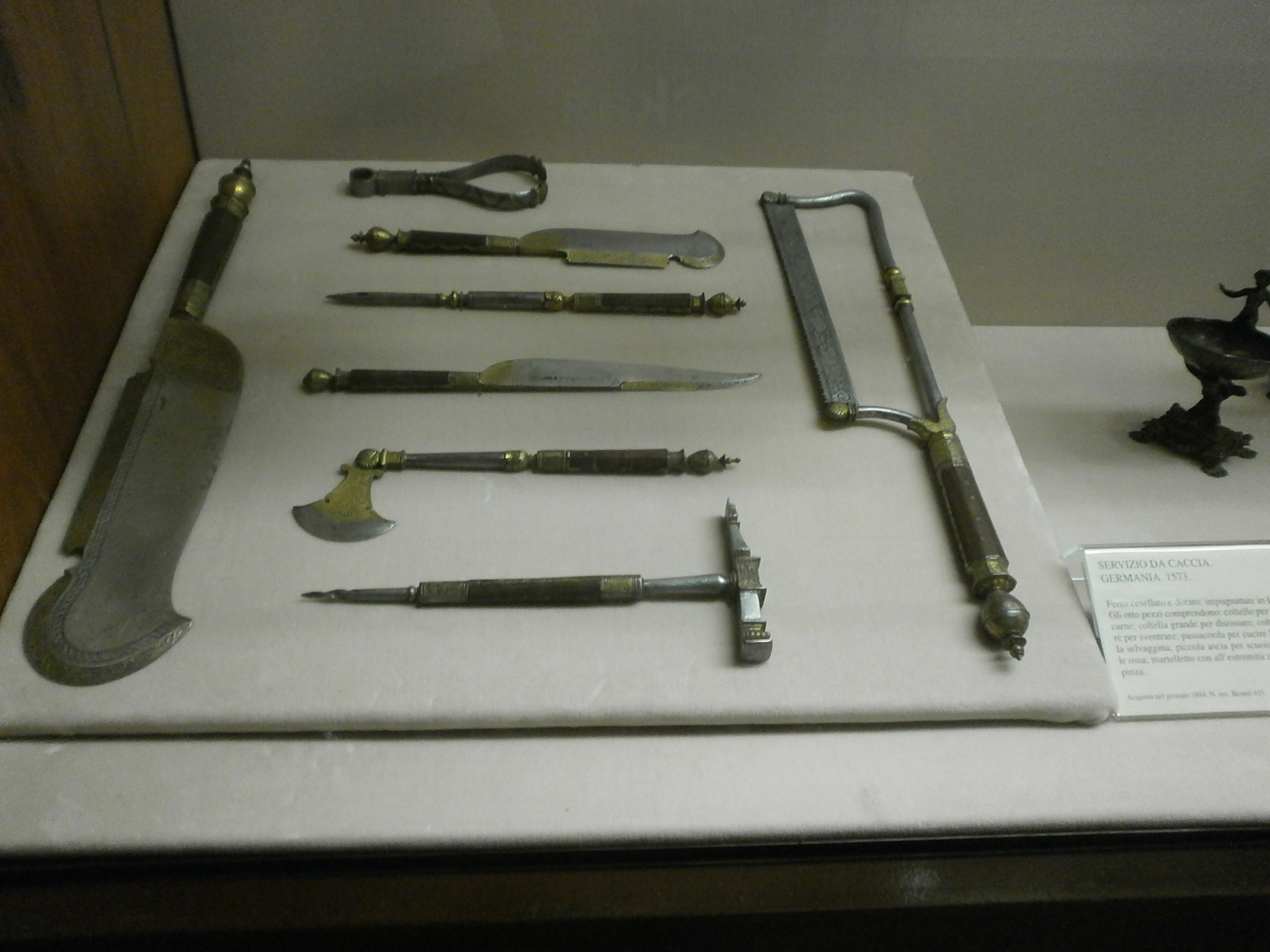
狩猎装备，德国，1573年，锻铁镀金